# Загальний союз трудящих

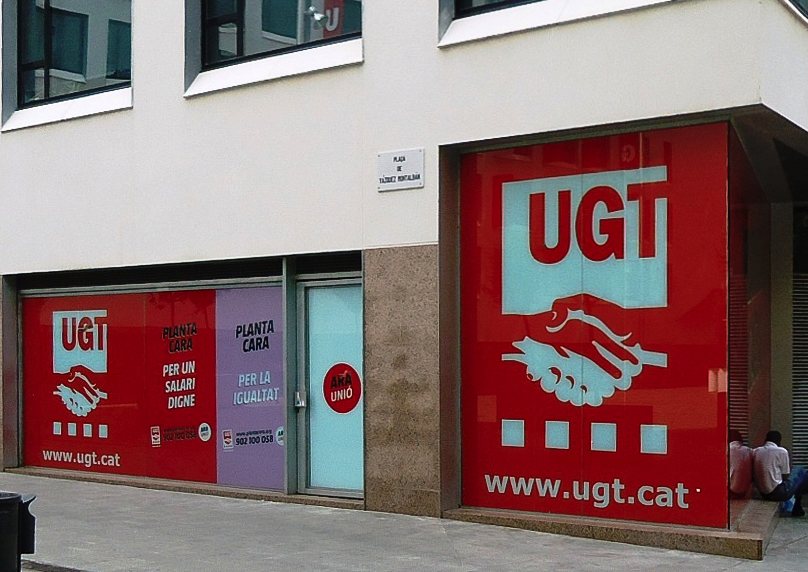
Офіс UGT у Барселоні

Загальний союз трудящих (ісп. Unión General de Trabajadores, UGT) — одна з найстаріших профспілок Іспанії. Протягом багатьох років з позиції класичного марксизму переходить у бік соціал-демократії. Створена  Пабло Іглесіасом у Барселоні 12 серпня 1888, засновником Іспанської соціалістичної робітничої партії.
Створений союз найбільшу підтримку мав робітників Мадриду, Астурії та Країни Басків. У 1920 році число його членів перевищило понад 200 тисяч.. у 1935 - близько 500 тис., у період Громадянська війна в Іспанії 1936-1939 роках - близько 2 млн. членів. Входив до Народного фронту. У 1939 році заборонений режимом Франко.
Відновив свою діяльність у 1977 році. За декілька років став найвпливовішим профспілковим рухом Іспанії. У жовтні 1984 року разом з іншими профспілковими об'єднаннями країни підписав з урядом Іспанії «Економічну та соціальну угоду» терміном на два роки. Незабаром уряд соціалістів відмовився від цієї угоди, вирішивши проводити переговори з власниками підприємств Але через майбутні вибори у 1986 році, на яких соціалісти могли втратити голоси уряд Іспанії уклав нову угода на 1985–1986 роки  з профспілковими організаціями. Після виборів відносини союзу та соціалістами погіршилися і нових угод не було укладено